# Кардосо, Анхель
А́нхель Родри́го Кардо́со Лусе́на (исп. Ángel Rodrigo Cardozo Lucena; род. 19 октября 1994 года, Асунсьон, Парагвай) — парагвайский футболист, полузащитник клуба «Серро Портеньо» и сборной Парагвая.

## Клубная карьера
Кардосо — воспитанник клуба «Либертад». В 2012 году для получения игровой практики он на правах аренды перешёл в «Рубио Нью». 16 сентября 2012 года в матче против столичной «Спортиво Лукеньо» он дебютировал в парагвайской Примере. В 2014 году Анхель вернулся в «Либертад». 1 марта в поединке против «Рубио Нью» он дебютировал за родной клуб. Летом того же года Кардосо вновь на правах аренды стал игроком «Рубио Нью». 1 сентября в матче против «Депортиво Капиата» он забил свой первый гол в чемпионате Парагвая. В начале 2015 года Анхель вернулся в «Либертад».

## Международная карьера
В начале 2013 года в Кардосо стал серебряным призёром молодёжного чемпионата Южной Америки в Аргентине. На турнире он сыграл в матчах против команд Боливии, Перу, Эквадора, Уругвая и дважды против Колумбии и Чили. В поединке против чилийцев Анхель забил гол.
Летом того же года Кардосо принял участие в молодёжном чемпионате мира в Турции. На турнире он сыграл в матче против команды Мали.
В 2015 году Кардосо принял участие в Панамериканских играх в Канаде. На турнире он сыграл в матчах против команды Мексики, Тринидада и Тобаго и Уругвая. В поединке против мексиканцев Анхель забил гол.

## Достижения
Международные
 Парагвай (до 20)
- Молодёжный чемпионат Южной Америки — 2013